# Siderastrea radians
Siderastrea radians är en korallart som först beskrevs av Peter Simon Pallas 1766.  Siderastrea radians ingår i släktet Siderastrea och familjen Siderastreidae. IUCN kategoriserar arten globalt som livskraftig. Inga underarter finns listade i Catalogue of Life.